# Université pontificale catholique de São Paulo
L'université pontificale de São Paulo (PUC-SP) est une université catholique privée, sans but lucratif, située à São Paulo au Brésil.
L'université a cinq campus, trois dans la ville de São Paulo et les deux autres dans les villes de Sorocaba et Barueri, dans l'État de São Paulo. L'université est connue pour avoir été la première au Brésil à choisir ses dirigeants, fixer les frais administratifs par un vote direct de la faculté, du personnel et des étudiants.
La PUC-SP est particulièrement connue pour ses travaux dans les domaines de la philosophie, du droit, des sciences sociales, de l'éducation et de la communication.

## Histoire
L'université est fondée le 13 août 1946 par le cardinal de São Paulo, don Carlos Carmelo de Vasconcelos Mota, de la fusion de la faculté pauliste de droit et de la faculté de philosophie, sciences et lettres São Bento (Saint-Benoît). Le pape Pie XII lui donne le titre de pontificale en janvier 1947.

## Enseignants célèbres
- Charles Sentroul (Philosophie)
- Michel Schooyans (Philosophie)
- José Comblin (Théologie)
- Leonardo Van Acker (Philosophie)
- Paulo Freire (Pédagogie)
- Florestan Fernandes (Sociologie)
- Maurício Tragtenberg (Sociologie)
- Octávio Ianni (Sociologie)
- André Franco Montoro (Droit)
- Aloizio Mercadante (Économie)
- Paul Israel Singer (Économie)
- Haroldo Eurico Browne de Campos (Littérature)
- Michel Temer (Droit)
- Guido Mantega (Économie)
- Željko Loparić (Psychologie)
- Heleieth Saffioti (Sociologie)
- Betty Mindlin (Anthropologie)
- Suely Rolnik (Psychologie)
- Peter Pál Pelbart (Philosophie)

## Élèves notables
- Martha San Juan França, journaliste
- Kenarik Boujikian, juge
- Viviane Senna Lalli, philantropiste

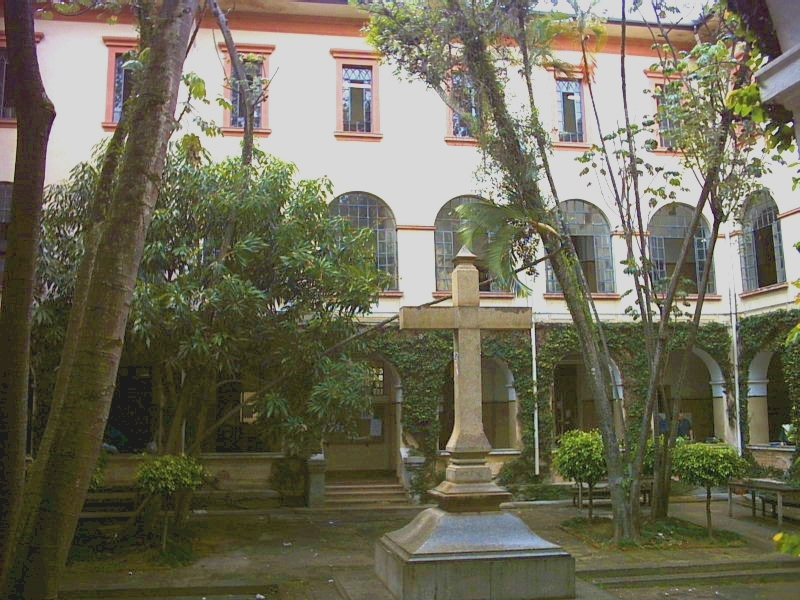
Vue du campus.